# Premi Conrad Saló
El Premi Mestre Conrad Saló de Composició de Sardanes per a Cobla és convocat per l'ajuntament de la Bisbal d'Empordà en homenatge al difunt compositor. Definit com a "bianual", les seves edicions s'han distribuït irregularment en el temps, i tingué un parèntesi d'absència entre el 1992 i el 2008. En l'edició del 2010 estava dotat amb 3.000 euros pel guanyador, amb un accèssit de 900 i un premi popular de 900 més, i el convocava l'ajuntament de la Bisbal d'Empordà amb la col·laboració de la Generalitat de Catalunya i la Diputació de Girona. No s'atorgà el 2020, per la situació de pandèmia, i en l'edició corresponent al 2022, el concurs atorgà 1.800 euros a la sardana guanyadora i 500 al Premi Popular.

## Premiats
- I - 1983 Josep Prenafeta (Joguinejant)
  - F.Cassú (Recordança, 2n premi); J.Cristau (Sardanistes de Ponent, 3r premi); T.Gil (Honorant Conrad Saló, premi popular), J.Gibert (Somni a Lloret, 5è premi)[4]
- II - 1985 Ricard Viladesau (Niu d'amor)
  - T.Gil (Novembre, 3r premi); P.Llunell (Recordança, 4t premi)
- III - 1987 Josep Maria Bernat (Aloses)
  - J.Juncà (L'àvia Teresa, 2n premi); A.Torrent (Rosa de gener, 3r premi); A.Torrent (El meu carrer, 4t premi)
- IV - 1990 Ricard Viladesau (Salt Sardanista, 1r premi i popular)
  - J.Juncà (El mas de la pubilla, 2n premi); V.Acuña (Tardor, 3r premi); A.Torrent (Inquietuds, 4t premi); T.Gil (Meditació, 5è premi)
- V - 1992 Ricard Viladesau (Marina)
  - A.Serra (Tanmateix, 3r premi i popular)
- VI - 2008 Francesc Teixidó, Anhel d'esperança (1r premi i popular)
  - J.Cristau (Elegia a Puigferrer, accèssit); altres finalistes foren: Conrad Saló o art per a la sardana, de J.Cristau; Quan mon cor fugí amb tu, de J.J.Blay; De Granollers a la Bisbal, de J.Moraleda[5]
- VII - 2010 Marc Timón, Tarannà empordanès
  - A.Serra (Val més que m'amagui, accèssit); A.Carbonell (Ofrena cordial, premi popular); M.Mas (Mama, avui cuino jo, finalista); J.Vila (Jana, finalista)[6]
- VIII - 2012 Carles Prat, La Rambla
  - J.Moraleda, premi del públic per Montserrat, bressol de grans músics[7]
- IX - 2014 Francesc Teixidó i Ponce (Joia d'estiu) i Gerard Pastor i López (Jove salonenca)[8]
- X - 2016 M.Timón (Nostàlgies); premi popular, Marc Timon per Amor d'àvies[9]
- XI - 2018 Daniel Gasulla, premi del jurat per El camí dels empedrats; Lluc Vizentini, premi popular per Amb ganes[10]
- XII - 2022 Daniel Gasulla, premi del jurat per La font de la reina; Joan Lluís Moraleda, premi popular per Sardana fàcil.[3]